# پیر ویلیام گلن
پیر ویلیام گلن (به فرانسوی: Pierre-William Glenn) (۳۱ اکتبر ۱۹۴۳ – ۲۴ سپتامبر ۲۰۲۴) فیلم‌بردار و کارگردان اهل فرانسه بود. او از سال ۱۹۶۸ در بیش از هفتاد فیلم از جمله روز به جای شب، ارکستر سرخ و خیابان بی‌بازگشت مشارکت داشته است.